# فرودگاه نیروی هوایی سلطنتی استرالیا در پایگاه هوایی وومرا
فرودگاه نیروی هوایی سلطنتی استرالیا در پایگاه هوایی وومرا (به انگلیسی: RAAF Woomera Airfield) یک فرودگاه نظامی با کد یاتا UMR است که یک باند فرود شن دارد و طول باند آن ۱۶۱۴ متر است. این فرودگاه در کشور استرالیا قرار دارد و در ارتفاع ۱۶۷ متری از سطح دریا واقع شده است.